# Ras Budżdur
Przylądek Budżdur, Ras Budżdur albo Ras Abu Dżudur, także Przylądek Bojador (arab. رأس بوجدور (transliteracja ISO: Rā's Būjādūr); fr. Cap Boujdour; hiszp., port. Cabo Bojador) – przylądek na terytorium Sahary Zachodniej, na zachodnim brzegu Afryki, w pobliżu miasta Budżdur.
Okolice przylądka Budżdur oraz pobliskich Wysp Kanaryjskich penetrowane były już w XV wieku przez żeglarzy portugalskich, ale żadnemu z nich nie udało się dopłynąć do tego przylądka aż do roku 1434. Wówczas Gil Eanes – po nieudanych kilkunastu wyprawach innych żeglarzy oraz jednej własnej (z której zawrócił rok wcześniej, dopłynąwszy wprawdzie do Madery i Gran Canarii, ale nie osiągając zamierzonego celu na kontynencie afrykańskim) – minął przylądek i dotarł około 50 mil na południe, skąd – nie stwierdziwszy żadnych śladów ludzkiego zamieszkania – zawrócił. Legenda mówi, że jako pamiątkę przywiózł do Portugalii roślinę zwaną różą św. Marii.